# Saccopharynx schmidti
Saccopharynx schmidti – gatunek morskiej ryby głębinowej z rodziny gardzielcowatych (Saccopharyngidae). 

## Występowanie
Południowo-zachodni Ocean Spokojny, u wybrzeży Australii i Nowej Zelandii.